# Union (Nebraska)
Union es una villa ubicada en el condado de Cass en el estado estadounidense de Nebraska. En el Censo de 2010 tenía una población de 233 habitantes y una densidad poblacional de 432,51 personas por km².

## Geografía
Union se encuentra ubicada en las coordenadas 40°48′52″N 95°55′17″O / 40.81444, -95.92139. Según la Oficina del Censo de los Estados Unidos, Union tiene una superficie total de 0.54 km², de la cual 0.54 km² corresponden a tierra firme y (0%) 0 km² es agua.

## Demografía
Según el censo de 2010, había 233 personas residiendo en Union. La densidad de población era de 432,51 hab./km². De los 233 habitantes, Union estaba compuesto por el 96.57% blancos, el 0% eran afroamericanos, el 0.43% eran amerindios, el 0.43% eran asiáticos, el 0% eran isleños del Pacífico, el 1.29% eran de otras razas y el 1.29% pertenecían a dos o más razas. Del total de la población el 4.72% eran hispanos o latinos de cualquier raza.